# Cresponea
Cresponea Egea & Torrente (karbuszek) – rodzaj grzybów z rodziny Opegraphaceae. Ze względu na współżycie z glonami zaliczany jest do grupy porostów. W Polsce występuje jeden gatunek.

## Systematyka i nazewnictwo
Pozycja w klasyfikacji według Index Fungorum: Opegraphaceae, Arthoniales, Arthoniomycetidae, Arthoniomycetes, Pezizomycotina, Ascomycota, Fungi.
Nazwa polska według W. Fałtynowicza.

## Niektóre gatunki
- Cresponea apiculata Egea, Sérus. & Torrente 1996
- Cresponea chloroconia (Tuck.) Egea & Torrente 199
- Cresponea flava (Vain.) Egea & Torrente 1993
- Cresponea flavescens (Vain.) Egea & Torrente 1993
- Cresponea follmannii (C.W. Dodge) Egea & Torrente 1993
- Cresponea leprieurii (Mont.) Egea & Torrente 1993
- Cresponea leprieuroides (Nyl.) Egea & Torrente 1993
- Cresponea macrocarpoides (Zahlbr.) Egea & Torrente 1993
- Cresponea melanocheilodes (Vain.) Egea & Torrente 1993
- Cresponea plurilocularis (Nyl.) Egea & Torrente 1993
- Cresponea premnea (Ach.) Egea & Torrente 1993 – karbuszek trocinowaty
- Cresponea proximata (Nyl.) Egea & Torrente 1993

Nazwy naukowe na podstawie Index Fungorum. Uwzględniono tylko gatunki zweryfikowane. Nazwy polskie według W. Fałtynowicza.